# نيك بلامر
نيك بلامر (بالإنجليزية: Nick Plummer)‏ هو لاعب كرة قاعدة أمريكي، ولد في 31 يوليو 1996 في بلومفيلد هيلز في الولايات المتحدة.

## وصلات خارجية
- نيك بلامر على موقع دوري كرة القاعدة الرئيسي (الإنجليزية)
- نيك بلامر على موقعبيزبول رفرنس.كوم (الدوري الرئيسي) (الإنجليزية)
- نيك بلامر على موقعبيزبول رفرنس.كوم (الدوري الثانوي) (الإنجليزية)
- نيك بلامر على موقع إي إس بي إن.كوم (أم.أل.بي) (الإنجليزية)
- نيك بلامر على موقع مشجعي الرسوم البيانية (الإنجليزية)